# Castelnuovo Scrivia
Castelnuovo Scrivia (Castarnöv in dialetto tortonese) è un comune italiano di 4 820 abitanti della provincia di Alessandria in Piemonte.
Il comune è situato nel Tortonese, sulla destra del torrente Scrivia, al confine con la Lombardia.
Il territorio è attraversato anche dal torrente Grue che affluisce nello Scrivia proprio nel territorio comunale e dal rio Calvenza, una diramazione del Grue che affluisce nello Scrivia a nord dell'abitato. Questa ricchezza d'acqua, ha fatto si che le terre castelnovesi siano tra le più fertili della zona contribuendo nei secoli al sostentamento ed alla ricchezza della popolazione, un tempo con la coltivazione del gualdo e dei gelsi, in tempi più recenti con la coltivazione intensiva di ortaggi e barbabietole da zucchero, ora con grano, mais e cereali.
Il territorio è proporzionalmente separato in verticale dal letto del torrente Scrivia attraversato, nei pressi del centro abitato, dal ponte ottocentesco a 13 arcate in muratura.
Con la realizzazione delle autostrade, il territorio comunale è attraversato dall'A7 (Milano - Genova) nonché dall'A21 (Torino - Piacenza). Se da un lato questo tipo di infrastruttura ha intaccato il paesaggio, dall'altro ha dato la possibilità di avere un casello autostradale sull'A7 rendendo l'abitato collegato con i maggiori centri urbani del Nord Ovest d'Italia.
Il primo agglomerato urbano vanta secoli di storia, inizialmente accampamento romano, favorito dalla gibbosità che naturalmente si confà nel centro storico del paese (piazza Vittorio Emanuele II e le vie limitrofe).
È, forse, l'umanista Matteo Maria Bandello il figlio più illustre del paese, che nel XII secolo fu oggetto d'aspre contese tra Tortona e Pavia.
è posta non molto lontano dalle radici
de l'apennino, a la foce ove schirmia
scarca le sue per l'ordinario limpidissime
acque in Po. Quivi è l'aria tanto temperata
quanto in altro luogo di lombardia,
del che fanno fede amplissima i molti
uomini vecchi che vi si truovano
e la sanità che di continuo vi persevera»
(Matteo Maria Bandello)

## Geografia fisica
Castelnuovo Scrivia sorge nella pianura tortonese, lungo la sponda destra dello Scrivia che proprio qui riceve le acque del torrente Grue.

## Storia
Il sito in cui sorge Castelnuovo Scrivia era già abitato nel III millennio a.C., come hanno mostrato alcuni scavi condotti nel centro urbano. Probabilmente qui era un approdo per la navigazione sul Po, che anticamente scorreva più a sud. Tracce di centuriazione e reperti di età romana provengono dalle zone di San Damiano, Bovera, Goide, Ova e Cadé.
Fortificato per ordine di Teodorico, re degli Ostrogoti intorno al 500, fu ampliato dal re longobardo Liutprando, nel 722.
Alleato di Federico Barbarossa, partecipò alla distruzione di Tortona nel 1155, ottenendo in cambio privilegi, tra i quali il diritto di esporre la bandiera comunale, ai tempi giallo-oro e bianco-argento.

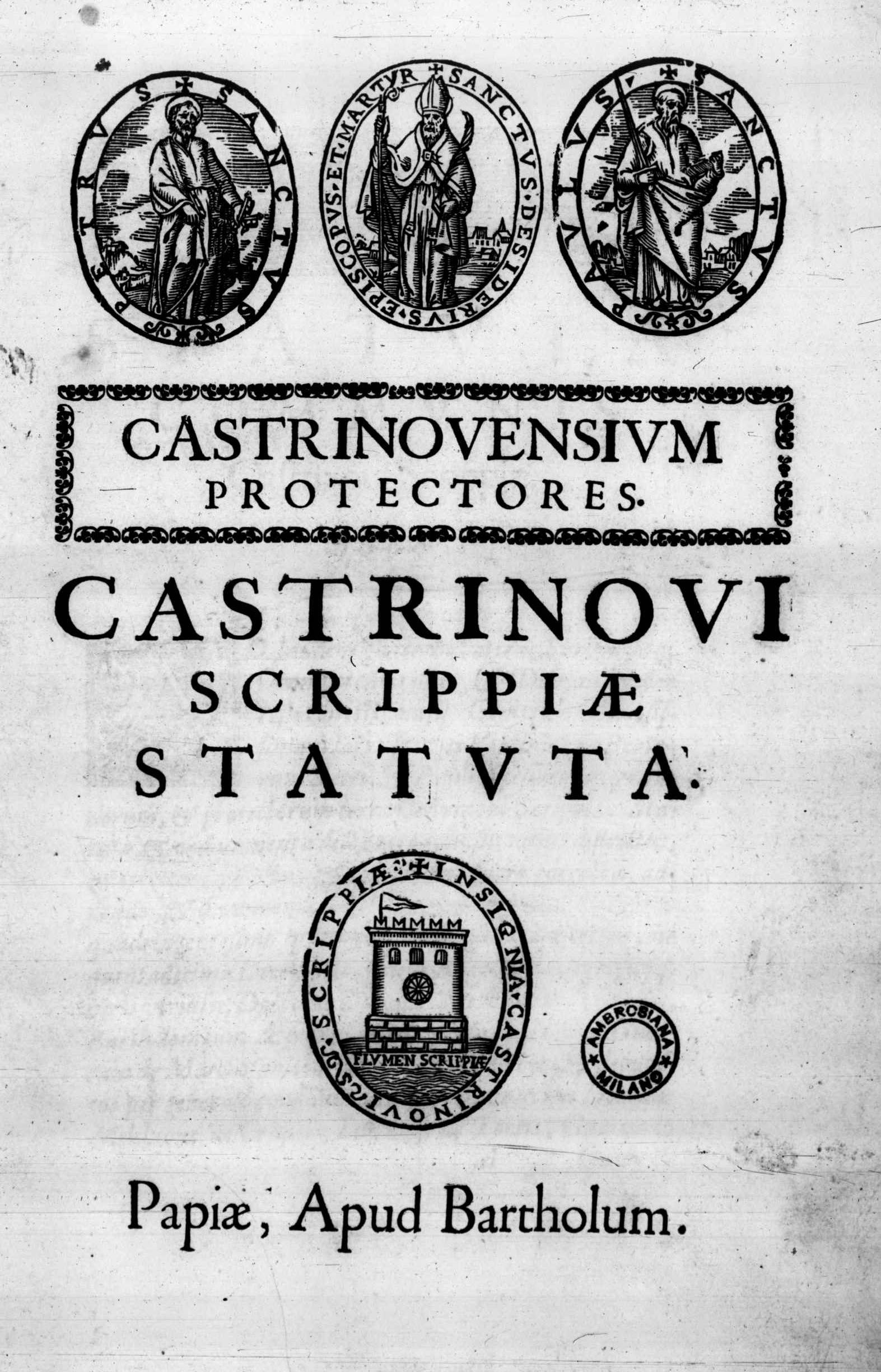
Gli statuti di Castelnuovo Scrivia (Castrinovi Scrippiae statuta), 1596.

In costante guerra con Tortona, fu per breve tempo libero comune, finché nel 1300 circa Castelnuovo Scrivia fu assoggettata alla compagine politica che i Visconti, già signori di Milano, stavano costituendo. Da allora le sorti del borgo furono legate alla città meneghina. Tra i signori che la tennero in feudo si ricordano: il condottiero Roberto Sanseverino d'Aragona (1418–1487), creato, nel Gennaio del 1474, Marchese di Castelnuovo Scrivia, Bandello, Torriani, Visconti, Carmagnola e Sforza.
In particolare fra i feudatari va ricordato Borso d'Este, che concesse il beneficio della esenzione dal servizio militare, testimoniata dalla bandiera sulla torre.
Nel 1526 Castelnuovo viene concessa dall'imperatore Carlo V d'Asburgo al rinomato generale Alfonso III d'Avalos, marchese del Vasto. In seguito alla morte di questi passò al suo erede, Francesco Ferdinando d'Avalos, già governatore del Ducato di Milano e viceré di Sicilia, il quale tuttavia cedette il feudo nel 1568 a Giovanni Battista Marino (o de Marinis), patrizio genovese e milanese, nipote del facoltoso banchiere Tommaso Marino.
Giovanni Battista ottenne nel dicembre del 1568 il titolo di marchese di Castelnuovo. La famiglia Marino rimase titolare del feudo sino al XVIII secolo. Nel 1778, con la morte dell'ultima esponente di questa famiglia, Maria Giovanna, il titolo pervenne al di lei figlio Carlo, nato dal matrimonio con Giovanni Battista Centurione Scotto, principe del Sacro Romano Impero e marchese di Morsasco.
In seguito alla pace di Vienna del 1738 Castelnuovo passò al regno di Sardegna.
Nel 1800, tagliato fuori dalle strade ferrate, nonostante il proliferare di filande e fornaci, Castelnuovo declinò, anche a causa della forte emigrazione verso il Sudamerica. Pagato un forte tributo di vittime alla Grande Guerra (102 caduti) e alla seconda guerra mondiale (59), sede del comando di una brigata partigiana particolarmente attiva durante la Resistenza, nel dopoguerra il paese ha ripreso vigore puntando su nuove industrie, sull'agricoltura, sul commercio e si è rivitalizzato con una forte ondata immigratoria di 300 veneti fra il 1951 e il 1970, 1 500 meridionali (soprattutto calabresi) negli anni '60 e '70 del secolo scorso e 300 da altre regioni italiane.
Il 27 agosto 1901 un giovane Benito Mussolini tentò invano di vincere un concorso pubblico da insegnante presso le scuole elementari di Castelnuovo Scrivia, inoltrando la domanda al sindaco del paese che venne respinta contribuendo in parte all'avvicinamento dell'allora diciottenne verso il mondo della politica.

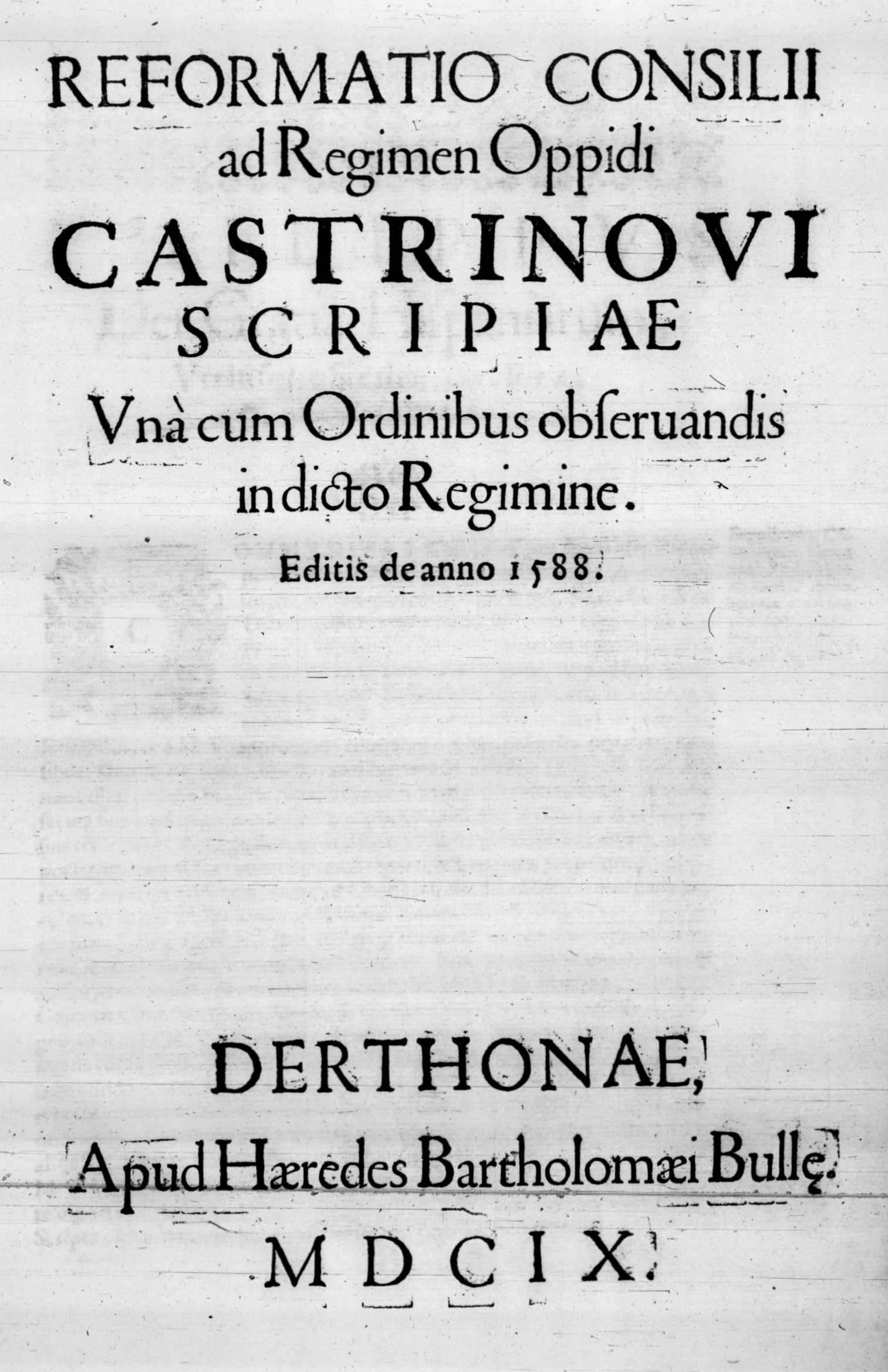
Reformatio consilii ad regimen oppidi Castronovi Scripiae, 1609.

### Simboli
Lo stemma e il gonfalone sono stati concessi con regio decreto del 13 marzo 1939.
Nello stemma è raffigurato un castello biturrito in argento, merlato alla guelfa, su fondo rosso, benderuolato sulla torre di sinistra verso destra; la bandiera è a tre bande verticali giallo oro, argento 
e giallo oro; alla base del castello una campagna in argento solcata in verticale da un corso d'acqua.
Il gonfalone è un drappo di azzurro.
L'emblema storico era: D'argento, alla campagna mareggiata, con una torre di rosso, merlata alla ghibellina, banderuolata di rosso a destra, uscente dal mare; il tutto al naturale.

## Monumenti e luoghi di interesse

### Architetture civili

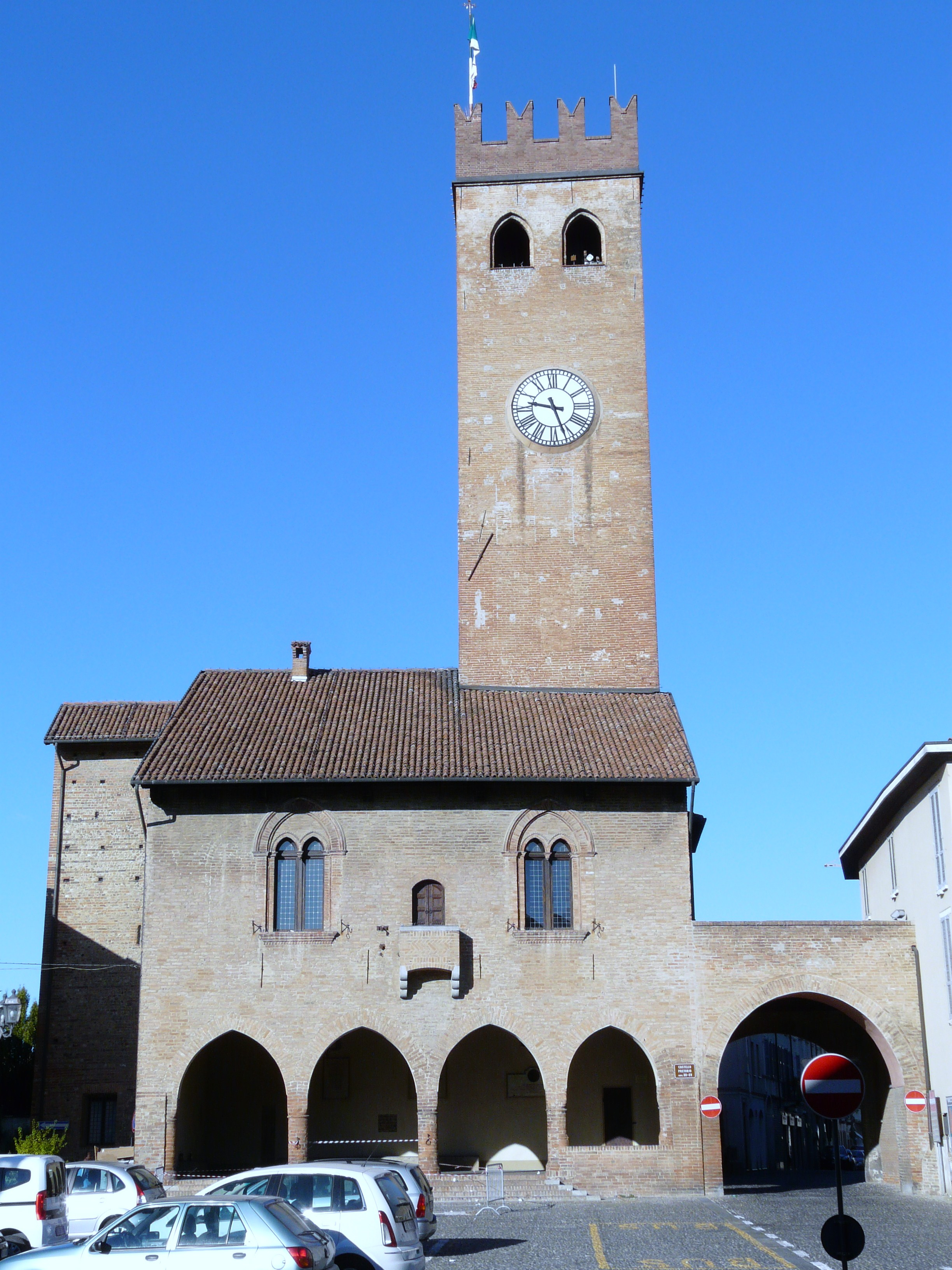
Palazzo Pretorio

- Il Palazzo Pretorio (Castello Podestarile, castello dei Torriani e Bandello), che risale al secolo XIV[10], è oggi sede della Biblioteca civica "Pierangelo Soldini". Ha un bel porticato ogivale, bifore e arengo. Al piano superiore si trovano alcune sale con affreschi dei secoli XV e XVI, tra cui una Madonna, alcuni Santi e stemmi, fra cui quello della famiglia Visconti, che ornano la Sala degli Amministratori. Il castello è dominato da una torre merlata, alta 39 metri. Fa parte del circuito dei "Castelli Aperti" del Basso Piemonte
- Palazzo Centurione, di impronta genovese, del XVII secolo, è sede del Municipio e del museo civico, in via G. Garibaldi
- La Sala Didattica Archeologica intitolata alle sorelle Stella, primo tassello del Museo di Storia Locale di Castelnuovo Scrivia, raccoglie i reperti archeologici del paese, dall'epoca preistorica all'età romana
- Il Monumento al Gualdo, inaugurato nel 2014, in onore all'erba tintorea che fece la fortuna del paese tra il XIV e il XVII secolo
- Della cinta muraria, abbattuta nel 1828, non resta che un grande arco seicentesco
- Alcune case quattrocentesche e la casa natale di Matteo Maria Bandello all'interno del centro storico
- L'antica frazione Ova, impreziosita dall'omonima Villa Ova
- Torrione dei Gobba presso l’’autostrada A21, non distante dall’autogrill di Castelnuovo [11]

### Architetture religiose

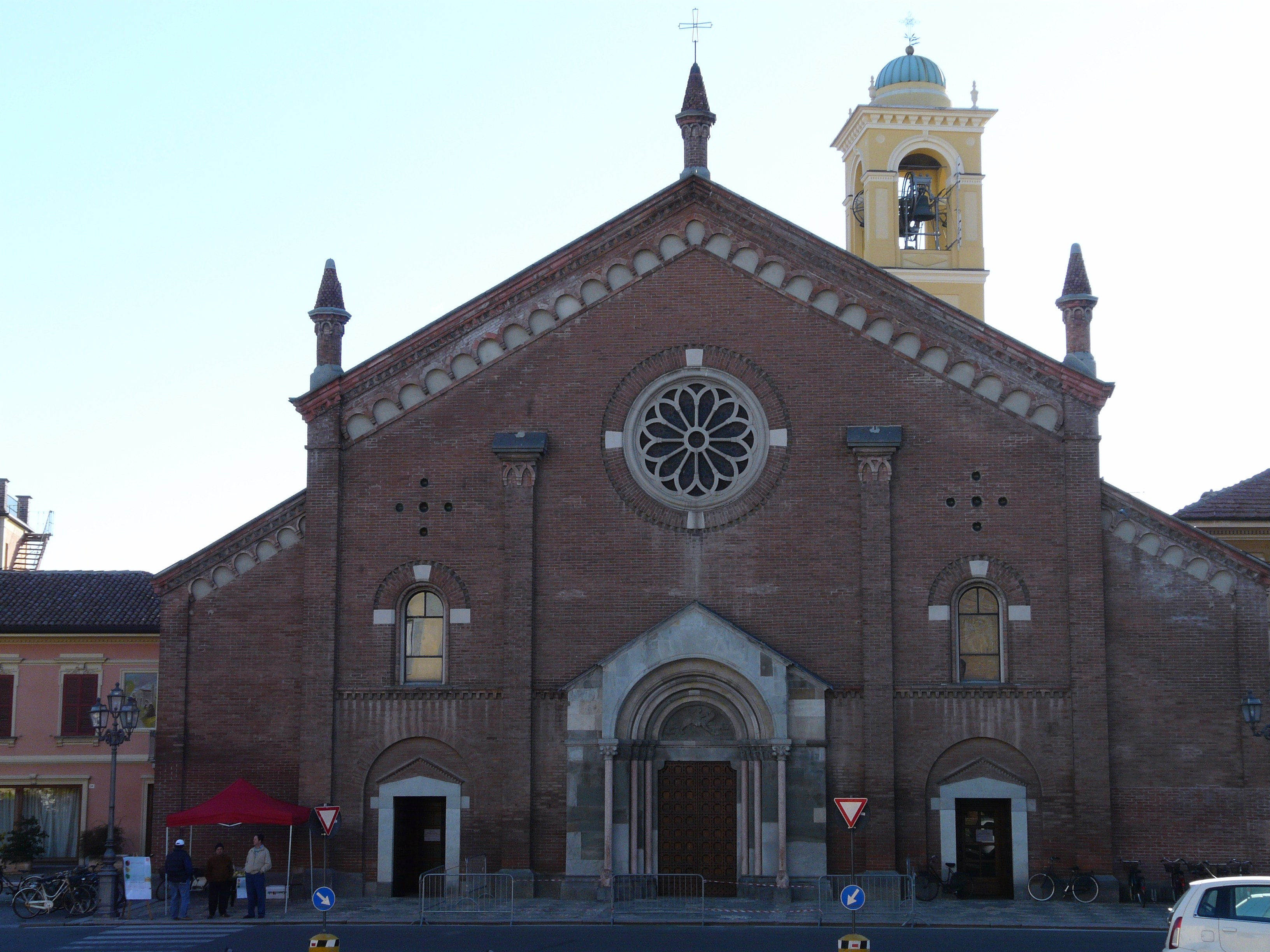
La parrocchiale dei Santi Pietro e Paolo

- La chiesa parrocchiale dei Santi Pietro e Paolo in stile romanico e risale al XII secolo; è stata rimaneggiata nel XVI e nel XIX secolo. Il portale presenta leoni stilofori, lunetta e capitelli, eseguiti dal magister Albertus all'epoca di Federico Barbarossa (come attesta l'iscrizione stessa). L'interno, a tre navate, costruito all'inizio del '600 ed inaugurato nel luglio 1612 con ogni probabilità su progetto dell'Architetto Pellegrino Tibaldi, conserva un dipinto su tavole di Alessandro Berri, l'Ultima cena, custodita nella cappella del SS. Sacramento, in fondo alla navata sinistra, un affresco del XV secolo rappresentante la Madonna della Misericordia, alla parete d'ingresso, e quattro capitelli del 1100, residui dell'antica pieve. Tra le cappelle merita una menzione quella del SS. Sacramento (cappella lunga). La chiesa custodisce un organo edificato nel 1612 dagli artefici pavesi fratelli Vitani, restaurato nel 2012.
- La chiesa di Sant'Ignazio (XVII secolo), prima chiesa in Italia a essere intitolata a Sant'Ignazio, nell'anno della sua canonizzazione. Costruita per volontà del feudatario Marchese Giovanni Gerolamo Marini, è sorta all'annesso collegio dei Gesuiti. Sia la chiesa che il collegio sono stati edificati seguendo il grandioso progetto del celebre Padre Porta, Gesuita e dell'Ing. Antonio Maria Corbetta di Milano. È stata chiusa nel 1792 con la soppressione dei Cistercensi succeduti ai Gesuiti. Un primo restauro, a seguito dei danneggiamenti per il passaggio delle truppe straniere a causa delle guerre napoleoniche, è avvenuto nel 1833 con la conseguente riapertura al culto, il giorno 10 dicembre dello stesso anno. Nel frattempo, la proprietà è passata al Comune di Castelnuovo Scrivia. Tornata in disuso e utilizzata durante la Seconda Guerra Mondiale come officina per la riparazione dei carri armati tedeschi, nel 1956, per volere dell'Amministrazione comunale cappeggiata dall'allora sindaco Lelio Sottotetti, il giorno di Pentecoste, 20 maggio, viene riaperta al culto. La chiesa, di maestosa struttura, fruisce di un vasto sagrato sollevato dalla quota della via da una scalata di tre gradini. Monumentale è la sacrestia e di pregio sono il Cristo deposto scolpito su legno di rosa e la tela del Cristo Risorto del pittore d'adozione castelnovese, Michele Mainoli. La chiesa è officiata le domeniche pomeriggio d'estate mentre, il collegio è oggi sede della Scuola dell'Infanzia dedicata al Maestro Carlo Guerra, della Scuola Primaria intitolata al Novelliere Matteo Maria Bandello e della Sala Polifunzionale dedicata al giornalista e poeta Gennaro Pessini (quest'ultima ricavata nel refettorio del Collegio). Ospita le pregevoli opere già menzionate nonché la statua lignea di Santa Caterina d'Alessandria le la tavola raffigurante Cristo fra santi attribuita a Gabriel da Castronovo[12].
- La chiesa di San Rocco che può essere fatto risalire alla fine del XVI secolo dato che vi sono documenti dell'epoca che esprimono la necessità di ampliare la struttura già esistente e un manoscritto, del 1599, ne conferma lo svolgimento dei lavori. Dal catalogo del Vescovo De Zanii datato 1523 risulta che, presso la chiesa è eretta la Confraternita della SS. Trinità detta "dei Battuti". Nel 1789 furono soppresse, con apposito regio decreto, le tre confraternite laicali presenti nel borgo e con ulteriore regio D

decreto del 1792, viene costituita un'unica Confraternita sotto il titolo di San Desiderio eretta presso la chiesa di San Rocco. Sempre nel 1792, con lettera pastorale del Vescovo Pejretti, la chiesa viene titolata pure a san Desiderio. Negli anni Sessanta del Novecento, l'oratorio è andato in disuso e nel 1973 è stato chiuso al culto. Nei primi anni Ottanta, su impulso dell'allora vice parroco don Bruno Bottallo, un gruppo di donne e uomini di buona volontà decidono di riaprire la chiesa al culto e di farne la sede di opere di beneficenza. Il vescovo di Tortona, Bongianino, con decreto datato 1° maggio 1983 ricostituisce la Veneranda Confraternita di San Desiderio e la chiesa viene riaperta al culto il 27 agosto dello stesso anno. All'interno della chiesa, viene custodito un Compianto ligneo cinquecentesco di pregio e numerose tele provenienti dalle chiese oggi non più esistenti. Attualmente, la messa viene officiata con cadenza mensile, durante il mese di maggio, viene recitato ogni sera il Santo Rosario e nelle giornate del 28, 29 e 30 dicembre vengono celebrate le Sante Quarantore.

## Società

### Evoluzione demografica
Abitanti censiti

### Lingue e dialetti
Il dialetto di Castelnuovo Scrivia, così come in tutto il Tortonese, è di tipo lombardo-emiliano.
Ecco un famoso detto castelnovese:
"A Castarnöv in cuàtȧr i mángen un öv e n'in vȧnsa ancú na ciapȧ ch'i la van a vend in piasȧ"
"A Castelnuovo in quattro mangiano un uovo e ne avanzano ancora un pezzo che lo vanno a vendere in piazza."

## Economia
Da sempre l'economia del paese si basa sull'agricoltura.
Il settore è caratterizzato da un alto numero di aziende familiari.
La produzione verte soprattutto su ortaggi, molto pregiati, e frumento.
L'industria in passato era marginale.
Negli ultimi decenni del Novecento si è assistito a un deciso sviluppo di piccole, ma rinomate attività: produzione di calzature (oggi praticamente assente); di tensostrutture (Canobbio); di semirimorchi per autotrazione (Acerbi); di contenitori in plastica (Ramaplast); di strumenti musicali a fiato (Fratelli Patricola).
Dai primi anni duemila alcune di queste attività o aziende si sono ridimensionate, ma rimangono ancora radicate nel territorio e importanti nell'economia della zona.
Molto sviluppata è l'attività artigianale, specie legata all'edilizia e al suo indotto.
Nel campo dei servizi, emergono le società di autotrasporto (Autosped e G & A - Gruppo Gavio, Autotrasporti Santi, Breglia Autotrasporti, Setti Trasporti); commercio di sementi (Sottotetti); ingrosso ortofrutticoli (Ferrari ortofrutticoli).
Numerose piccole e media imprese di vario tipo sono sorte o si sono trasferite recentemente nella vicina zona industriale.

## Amministrazione
A seguito della Liberazione da parte degli Alleati del 25 aprile 1945, il C.N.L. (Comitato Nazionale di Liberazione), a livello locale, nominò come sindaco l'ing. Innocenzo Rigoni, proveniente dalle file del PLI (Partito Liberale Italiano), il quale traghettò il paese sino alle elezioni del 1946.
L'ing. Innocenzo Rigoni, coniugò gli studi volti ad esercitare la professione con la passione per la storia locale portando così a compimento progetti architettonici di grande valore che danno lustro al paese. Solo per fare degli esempi, si possono qui citare: il restauro dell'arengo del Castello Podestarile, la costruzione della parte più antica del cimitero comunale e la progettazione della circonvallazione che tenne conto dell'antico tracciato delle mura del borgo.
Con le libere elezioni dell'anno successivo, i castelnovesi votarono in maggioranza per il Partito Comunista Italiano (PCI) ed il Consiglio Comunale scelse il maestro Osvaldo Mussio come Sindaco. Durante la Seconda guerra mondiale, il maestro, fu prima impegnato in Alta Val Maira sul fronte francese come Ufficiale di Fanteria (aveva frequentato il corso nel XXI Reggimento a La Spezia) e poi, dopo i fatti dell'8 settembre 1943, tornò a casa per diventare partigiano con il nome di "Andrea". Prese contatti con il tortonese Mario Silla ed organizzò una brigata di pianura nella Bassa Valle Scrivia. Numerosi sono i volumi da lui scritti e conservati nelle biblioteche locali in merito alla vicenda della Liberazione. Si distinse per grande senso civico e non si tirò mai indietro quando gli fu data la possibilità di dare testimonianza dell'esperienza partigiana alle giovani generazioni.
Le elezioni del 1951 videro prevalere il voto verso la Democrazia Cristiana (DC) ed il Consiglio Comunale scelse Lelio Sottotetti che verrà riconfermato ininterrottamente alla guida del paese per le successive tre elezioni sino, quindi, al 1970. Diplomato ragioniere all'Istituto Mario Baratta di Voghera (PV), insieme al fratello Gian Pietro, fece parte della terza generazione che portò avanti la ditta Sottotetti Sementi. Laico impegnato ed appassionato di storia locale, si spese per promuovere e recuperare molto del patrimonio culturale del borgo sia durante il mandato di primo cittadino (il recupero del collegio dei Gesuiti che divenne scuola elementare e della chiesa di Sant'Ignazio nel 1950) che dopo il periodo politico (la riapertura al culto della chiesa di San Rocco nel 1983 e di quella di San Damiano nel 1993). Dal 1983 al 2009 fu priore della Veneranda Confraternita di San Desiderio con sede nella chiesa di San Rocco e dal 1993 al 2017 fu presidente del Comitato della chiesa di San Damiano. Lelio scrisse, nel 1984, un libro di storia locale concentrandosi sulle vicende che hanno interessato le Confraternite presenti nel borgo e poi, nel 2007, pubblicò Foglie al vento, una miscellanea di racconti di vita paesana realmente accaduti che commosse numerosi lettori. Anche queste pubblicazioni sono conservate nelle biblioteche locali.
Si susseguono poi i sindaci Osvaldo Mussio (PCI, 1970-1975 e 1982-1985), Pietro Curone (PSI, 1975-1980), Renzo Maggi (PSDI, 1980-1981) e Pierangelo Luise (PSI, 1985-1988).
Di seguito è presentata una tabella relativa alle amministrazioni che, dal 1988, si sono succedute in questo comune così come descritta dal sito web del Ministero dell'Interno:
| Periodo           | Periodo        | Primo cittadino           | Partito                                                        | Carica  | Note   |
| ----------------- | -------------- | ------------------------- | -------------------------------------------------------------- | ------- | ------ |
| 17 settembre 1988 | 21 giugno 1991 | Osvaldo Mussio            | Partito Comunista Italiano, Partito Democratico della Sinistra | Sindaco | [ 14 ] |
| 27 giugno 1991    | 7 giugno 1993  | Gianfranco Antonio Isetta | Partito Democratico della Sinistra                             | Sindaco | [ 14 ] |
| 7 giugno 1993     | 28 aprile 1997 | Gianfranco Antonio Isetta | Partito Democratico della Sinistra                             | Sindaco | [ 14 ] |
| 28 aprile 1997    | 14 maggio 2001 | Gianfranco Antonio Isetta | lista civica                                                   | Sindaco | [ 14 ] |
| 28 maggio 2001    | 30 maggio 2006 | Gianni Tagliani           | lista civica                                                   | Sindaco | [ 14 ] |
| 30 maggio 2006    | 16 maggio 2011 | Gianni Tagliani           | insieme                                                        | Sindaco | [ 14 ] |
| 16 maggio 2011    | 5 giugno 2016  | Pierangelo Luise          | lista civica Insieme per Castelnuovo                           | Sindaco | [ 14 ] |
| 6 giugno 2016     | 3 ottobre 2021 | Gianni Tagliani           | lista civica Insieme per Castelnuovo                           | Sindaco | [ 14 ] |
| 3 ottobre 2021    | in carica      | Gianni Tagliani           | lista civica Insieme per Castelnuovo                           | Sindaco | [ 14 ] |

### Gemellaggi
- Port-Sainte-Marie, dal 1963[15]
- Bazens, dal 1963[15]
- Santa Domenica Talao, dal 1997